# 蘇煥智
蘇煥智（1956年7月20日—），臺灣律師、政治人物，生於臺南市七股區，為末任臺南縣縣長，曾任台灣維新創黨人兼召集人、臺灣人權促進會副會長、國立清華大學講師、加州大學柏克萊分校東亞研究院訪問學者、IBM臺灣分公司律師、臺北市議會議員陳水扁助理、立法委員、民主進步黨立法院黨團幹事長、司法院司改會民進黨代表委員、新境界文教基金會地方自治組召集人、臺灣環保聯盟顧問。

## 早年经历
蘇煥智出生於臺南縣七股鄉（今臺南市七股區）。父親是村幹事。蘇煥智就學於臺南縣七股鄉後港國民小學、臺南縣立後港國民中學。小學三年級放學後每天都必需幫忙父母親養雞，直到臺灣省立北門高級中學一年級。1973年，蘇煥智由北門高中轉學到臺灣省立高雄高級中學。就讀高雄中學二年級時，因在週記直言批評教官，被校方記兩大過、兩小過，險遭退學。高中畢業後，蘇煥智考進國立臺灣大學物理系。上大學後，他開始對人文與社會科學感興趣，並特別關注中国近代史；1977年三年級時，降轉至法律系。
1977年，在台大論壇社社長謝明達引介下，為黨外運動人士林義雄義務發傳單，因而認識邱義仁、陳菊、游錫堃、田秋堇、劉守成等人，之後開始在大學以台大論壇社為基礎，組織一些志同道合朋友串連大學生支援黨外運動，並幫黨外人士康寧祥、張俊宏、姚嘉文、黃信介、許信良、施明德、呂秀蓮等人助選，漸漸接觸黨外運動。1982年蘇煥智退伍後，在邱義仁介紹之下於黨外雜誌《深耕雜誌》擔任編輯。1983年轉至臺北市議會議員陳水扁之「華夏海事商務法律事務所」擔任法務助理，兼做選民服務。1983年7月與郭椿華結婚。

## 律師生涯
蘇煥智於1984年考取輔仁大學法律系研究所，並於1985年考取律師執照，開始在黃茂榮的「植根法律事務所」執業。1986年5月，開辦「群倫法律事務所」。1988年起，蘇煥智擔任IBM台灣分公司專業律師半年。1990年，他以畢業論文《半導體積體電路佈局設計法律保護之比較研究及我國立法草案之評論》（指導教授：柯澤東）取得輔仁大學法律研究所碩士學位，成為當時少數研究高科技智慧財產權的律師。1991年蘇煥智獲聘任為國立清華大學講師，主講科技與法律。
蘇煥智同時擔任政治運動及社會運動受害人士的義務辯護律師，並且受會長施明德與秘書長陳菊邀請，於1990年出任台灣人權促進會副會長，蘇煥智主要協助義務辯護的案件。
1988年5月20日，農民爭取農保流血抗爭事件，還有廖偉程、王秀惠涉案之獨立台灣會案義務律師團總召集人。當時除了蘇煥智亦引介了引介一、二十名年輕律師（包括邱晃泉、林永頌、顧立雄、林峯正等律師）加入義務人權辯護行列。
1991年，返鄉帶領台南縣民爭取設置安定交流道成功，為日後南科設置台南的決定奠下基礎。
1992年，蘇煥智與台南縣六甲鄉珊瑚民主促進會共同領導農民抗繳水租，替農民打贏官司，抗繳成功。迫使政府取消課徵農民水利小組操作費，而使嘉南地區數十萬農民因而受惠。

## 立法委員
1991年國會全面改選，蘇煥智結束群倫法律事務所工作，由民主進步黨提名參選台南縣第二屆國民大會代表選舉，但未能當選。在參選國大代表期間，蘇煥智曾帶領台南縣安定鄉民爭取設置安定交流道成功，為日後南部科學園區設置台南新市聯外交通奠下基礎。
1992年，蘇煥智參選立委，並且以超過十萬票的高票、台南縣最高票當選立法委員，之後於1995年、1998年競選連任成功。
蘇煥智在競選期間率先提出老人年金政見，並籌組「全國敬老年金促進會」，並於當選後提出「國民年金法」、「老年福利津貼暫行條例」、「老農津貼條例」及「老年農民離農退休條例」等保障老年經濟安全的法案，朝健全台灣社會安全制度努力。
在1995年全民健保實施後，蘇煥智在修改農民健康保險條例時與戴振耀、翁金珠、蔡式淵共同提出每月三千元的「老農津貼條款」，並結合國民黨「老農派」促使二讀通過，而引起國民黨內福利政策大戰。最後促成立法院三讀通過「老年農民福利津貼暫行條例」，當年七月開始發放老農津貼，成為台灣老人年金制度的創始者。
2000年陳水扁選舉總統時，蘇煥智促成陳水扁將敬老津貼列為競選政策，陳水扁當選總統後，於2002年5月22日公布實施敬老福利生活津貼暫行條例，開始發放敬老津貼。
1996年，蘇煥智為捍衛鄉土保護七股潟湖，堅持反對濱南七輕和大煉鋼廠，為此剃光頭苦行八天七夜以明志，還被戲稱為「光頭立委」。除了苦行之外，並推出一系列七股潟湖、黑面琵鷺的生態旅遊，並在政見中明文提出推動以溼地生態文化歷史為主題的「台南濱海國家風景區」，以替代「七輕大煉鋼廠的濱南工業區」。蘇煥智支持成立雲嘉南濱海國家風景區及台江國家公園，也極力注重黑面琵鷺等稀少動物之保育活動，但也因堅持反濱南工業區案而得罪了當時推動本計劃、時任台南縣長的陳唐山，並被指為「顧鳥不顧人」。雖然濱南工業區拖延到蘇擔任縣長時，才在2009年9月1日由內政部正式宣布駁回確定。但在擔任台南縣長後，蘇煥智曾經致力於推動七股國際機場之興建，在考量生態環境之下企圖在七股建造物流機場以服務南部科學園區，被質疑是否與原有保護七股地區的環境作為有所違背。
1999年，蘇煥智為了落實廢除國民大會、落實單一國會的主張，發起「全民廢國大，苦行救台灣」的活動，從台灣屏東苦行到總統府連續十六天的造勢活動以喚醒全國各界重視，引起各界迴響，促使當時國民黨與民進黨兩大黨同意國民大會延任一年半後，改為任務型並由政黨比例產生。
但在2000年中華民國總統選舉後大法官解釋國代延任案為「自肥修憲」，而宣告違憲無效，之後國民大會再度通過修憲，凍結國民大會選舉並改為任務型、政黨比例選出。2005年國民大會才在修憲之後成功廢除。
蘇煥智在擔任立法委員期間，除推動老人年金、老農津貼，國民年金及勞退年金之外，也推動電信自由化、農地買賣自由化等立法工作，並極力推動中小企業的研發創新補助（SBIR）政策，在立法院審查科技預算時，蘇煥智引進美國中小企業創新研發補助（SBIR）的制度，要求科專預算中至少需有10%是用來補助中小企業的研發創新，成為台灣SBIR的重要推手，並於1999年推動立法院成立科技資訊委員會，並擔任首屆委員會召集人。

## 臺南縣縣長
2001年縣市長選舉，蘇煥智由民主進步黨提名參選14屆臺南縣縣長，並且以274,056的得票數，擊敗中國國民黨提名之候選人吳清基，順利當選。
2005年，代表民進黨連任第15屆臺南縣縣長。
2010年6月26日，民進黨在臺北市舉行「反一中、要公投」大遊行，高雄縣縣長楊秋興、臺南市市長許添財與臺南縣縣長蘇煥智都缺席。蘇煥智在噗浪留言表示，中國政策是民進黨未來能否領導台灣、維護台灣「安全、生存、發展」的關鍵課題，「如果政治領袖也如市井匹夫、暴虎馮河方式來領導社會，則台灣危矣」。

## 卸任縣長後
蘇煥智於卸任臺南縣縣長後，2011年曾短期前往加州柏克萊大學東亞研究院擔任訪問學者。
2012年2月，蘇煥智宣布參選民進黨主席；5月，選舉結果以21.02%得票率、第二高票落選。
2012年8月，新境界文教基金會成立22個政策研議小組，其中「地方自治組」由蘇煥智擔任召集人。
2013年7月25日，蘇煥智在民進黨中國事務委員會「對中政策擴大會議」（華山會議）為〈台灣前途決議文〉辯護，認為民進黨並未追求「法理台獨」，並且認為台灣目前在法理與實質上都已經是一個獨立國家，民進黨只是希望維持中華民國台灣的主權現狀，主訴求是台灣人民的「民主拒統」。
2013年11月，蘇煥智於台北市開設「大員法律事務所」，重新執業律師。
2017年2月11日，蘇煥智首度表態有意參選直轄市市長，但未透露要到哪裡選，只說「選個最具戰略位置」，以選舉方式推動「直轄市新區自治」等落實地方自治主張，並且表示不排除參選臺北市市長。
2017年5月25日，蘇煥智在余紀忠文教基金會「由國土規劃看前瞻基礎建設」座談會中說，前瞻基礎建設計畫缺乏「戰略思考」，現實與期待出現太大落差，還不如取名為「振興經濟方案」。
2017年11月14日，蘇煥智表示，蔡英文政府修法將農田水利會改制為公部門，赤裸裸涉及侵害人民結社自由及財產權，有違憲之虞，「犧牲了人民團體農民自治的精神，而交由執政黨人事獨攬；結果是消滅了國民黨的某些地方派系，但也相對的產生新的執政黨的派系」。
2017年12月15日，立法院會議在民進黨席次優勢下，表決將《農田水利會組織通則》修正草案逕付二讀；蘇煥智表示，行政院美其名為農田水利會「改制」為公務機關，實則赤裸裸消滅農田水利會、強佔其財產，「完全是反民主，開時代的倒車」。
2018年3月3日，蘇煥智表示：經1年9個多月觀察，不得不承認，蔡英文政府及民進黨高層的政治、經濟、社會路線已偏離「振興經濟」及「照顧弱勢」基本路線，如果他繼續留在民進黨內，已無法再對台灣有貢獻；宣布退出民進黨，正式參選臺北市市長。
2018年5月7日，民進黨選對會分別徵詢有意參選臺北市市長人選，蘇煥智在臉書表示，本次他參選臺北市市長，是因為蔡英文政府2年執政情形已充分顯現「執政無能、民生不振、人民看不到希望」、而且悖離民主初衷，此種情形如果繼續下去，將造成台灣人民對台灣民主喪失信心；他已經公開宣布退出民進黨，並且完成退黨手續，已非黨員，所以不適合參加民進黨主辦之具有提名候選人方式之任何初選活動，也不會爭取民進黨提名參與臺北市市長選舉；本次他退黨參選臺北市市長，與民進黨是否準備禮讓柯文哲參選無關。
2018年8月30日，蘇煥智以無黨籍身分登記參選臺南市市長，他說，雖然有些人不看好他的選情，但是民進黨已經偏離台灣民主運動的初心，大家對民進黨有這麼大的不滿意，代表這次選戰仍有翻轉的機會，「民進黨要整合的是社會，不是我」。
2018年10月21日，蘇煥智出席無黨籍嘉義縣縣長候選人吳芳銘競選總部成立大會，公開支持吳芳銘，痛批民進黨完全執政卻變質淪為派系政治。
2018年10月29日，蘇煥智到台北地檢署按鈴控告民進黨臺南市市長候選人黃偉哲與前經濟部部長鄧振中等人涉嫌在台灣大創百貨核災食品案中收賄、圖利台灣大創百貨，黃偉哲反告蘇煥智與國民黨臺南市市長候選人高思博涉嫌《中華民國刑法》加重誹謗罪等罪名。
2018年11月23日，蘇煥智表示，大創案不可隨著選舉結束無疾而終，如果蔡英文政府不願面對大創案，這會是民進黨走上黑金沉淪的關鍵。
2019年8月24日，蘇煥智號召成立政黨台灣維新，並獲選為該黨第一屆召集人。
2020年10月8日，蘇煥智在匯流新聞網的專訪中承認，民進黨「國民黨化」以及跟台灣地方派系結合的程度「的確是跟我們早期在推動民主運動時代的差距很大」，而且道德尺度愈來愈低落，立委蘇震清收賄案是典型的例子；民進黨在改革路上完全倒退走，不但推翻過去自己主張的陪审制，而且連道歉都沒有。10月22日，蘇煥智批評，轉型正義尚未完成，但民進黨早已墮落；民進黨的威權化、貪腐黑金化，才是真正的病入膏肓。
2021年12月17日，在野跨黨派立委與環保團體舉辦聯合記者會，譴責蔡英文臉書帶頭變造四大公投提案內容。蘇煥智說，蔡英文在四大公投投票前夕帶頭變造公投提案內容，總統帶頭成為「國家造謠中心」，是一國之恥辱。
2022年7月29日，蘇煥智宣佈參選台北市市長，同時以林智堅論文抄襲案批評，民進黨提名抄襲者林智堅參選桃園市市長，民進黨該檢討了。
2022年9月30日，蘇煥智、前台灣團結聯盟不分區立委許忠信與前民進黨立委鄭寶清共同發起成立「台灣二次民主運動連線」，號召2022年九合一選舉的各級參選人參與連線，一起重建台灣民主。
2023年4月28日，蘇煥智在個人社交媒體宣布將參選2024年總統選舉，並於5月6日舉行記者會。同年9月15日，蘇煥智因財務困難連署不易等因素向支持者致歉，宣布退出2024總統選舉。後列入台灣維新不分區立法委員名單第一名。
2023年12月26日，因民進黨籍2024年總統候選人賴清德聲稱其老家係於1958年就存在的工寮，蘇煥智公開回應，他曾於2007年賴清德母喪時前往祭拜，當時賴家是別處的一層樓平房，並非萬里中福路84號的二層樓別墅；且航照顯示2002年前該址為空地，賴清德連說實話都做不到，哪有資格當總統。
2023年12月27日，蘇煥智表示，看到曾經支持的民進黨「為了選舉，只想用謊言欺騙人民」，他無比痛心，「台灣什麼時候變成一個不能說實話的社會，不但不能說，還要幫違法的人粉飾太平」；如果他為了謀取利益與權力而選擇不說真話，他現在應該還在民進黨裡。

## 選舉紀錄
| 年度 | 選舉屆數               | 選舉區                                 | 所屬政黨   | 得票數  | 得票率 | 當選標記 | 備註   |
| ---- | ---------------------- | -------------------------------------- | ---------- | ------- | ------ | -------- | ------ |
| 1991 | 第二屆國民大會代表選舉 | 臺南縣第二選舉區                       | 民主進步黨 | 17,527  | 7.81%  |          |        |
| 1992 | 第二屆立法委員選舉     | 臺南縣選舉區                           | 民主進步黨 | 105,073 | 20.92% |          | [ 27 ] |
| 1995 | 第三屆立法委員選舉     | 臺南縣選舉區                           | 民主進步黨 | 78,445  | 15.83% |          |        |
| 1998 | 第四屆立法委員選舉     | 臺南縣選舉區                           | 民主進步黨 | 54,972  | 11.04% |          |        |
| 2001 | 第十四屆臺南縣縣長選舉 | 臺南縣                                 | 民主進步黨 | 274,086 | 51.50% |          |        |
| 2005 | 第十五屆臺南縣縣長選舉 | 臺南縣                                 | 民主進步黨 | 267,583 | 50.30% |          |        |
| 2018 | 第三屆臺南市市長選舉   | 臺南市                                 | 無黨籍     | 39,778  | 4.11%  |          |        |
| 2020 | 第十屆立法委員選舉     | 全國不分區及僑居國外國民立法委員選舉區 | 台灣維新   | 11,952  | 0.08%  |          |        |
| 2022 | 第八屆臺北市市長選舉   | 臺北市                                 | 台灣維新   | 1,851   | 0.14%  |          |        |
| 2024 | 第十一屆立法委員選舉   | 全國不分區及僑居國外國民立法委員選舉區 | 台灣維新   | 10,300  | 0.07%  |          |        |

## 著作
- 蘇煥智、謝志誠，1997年，《黑面琵鷺的鄉愁》，臺北市：時報文化。
- 蘇煥智，2001年，《真情：阿智的心情故事》，臺南縣佳里鎮：愛鄉文教基金會。
- 蘇煥智、謝志誠，2006年，《黑面琵鷺的鄉愁續篇：為永續台灣打拼的故事》，臺北市：時報文化。
- 蘇煥智、彭紹博，2010年，《治水新思維：臺南縣治水政策白皮書》，臺北市: 余紀忠文教基金會。
- 蘇煥智主編、郭程元等撰稿，2010年，《南科特定區開發模式解析：進化南科》，臺南縣新營市：臺南縣政府。
- 蘇煥智，2010年，《台南經驗驚艷：蘇煥智9年治縣心法2000-2010》，臺南縣新營市：臺南縣政府。
- 蘇煥智、葉紘麟，2018年，《地方自治與地方再生》，臺北市：允晨文化。

## 外部連結
- 蘇煥智（Facebook）
- 蘇煥智部落格 （页面存档备份，存于）
- YouTube上的蘇煥智頻道
- 蘇煥智 (ade0720)的Plurk專頁
- 台南縣長蘇煥智 （页面存档备份，存于）
- 大員法律事務所 蘇煥智律師 （页面存档备份，存于）

| 政府职务      | 政府职务                                                 | 政府职务                                         |
| ------------- | -------------------------------------------------------- | ------------------------------------------------ |
| 臺南縣政府    |                                                          |                                                  |
| 前任： 陳唐山 | 台南縣縣長 第十四、十五屆 2001年12月20日－2010年12月25日 | 繼任： 與臺南市合併改制直轄市 （改制後：賴清德） |